# 海洋水產部
海洋水產部（韩语：／ Haeyang Susanbu */?），是韓國的國家行政機關之一。該部門的首長頭銜為「海洋水產部長」（韩语：／）。
海洋水產部負責海洋和漁業部門的工作，包括促進海上安全和安保、保護海洋環境保護、港口和漁港的發展、極地問題的研究和開發以及管理和可持續利用。漁業資源和促進海洋休閒活動。其總部位於世宗市多順2路94號。 2008年合併前，海洋水產部位於首爾市鐘路區桂洞140-2 。
海洋水產部是1996年內閣改造而成立的。在此之前的 35 年裡，海事職能一直被劃分到各個部門。從 1955 年到 1961 年，在第一共和國時期，設立了海洋事務部，現在的該部的起源可以追溯到該機構。
2008年，建設交通部與海洋事務合併，成立國土交通海事部。2013年，政府改造，重建海洋水產部。